# Edwin Rice

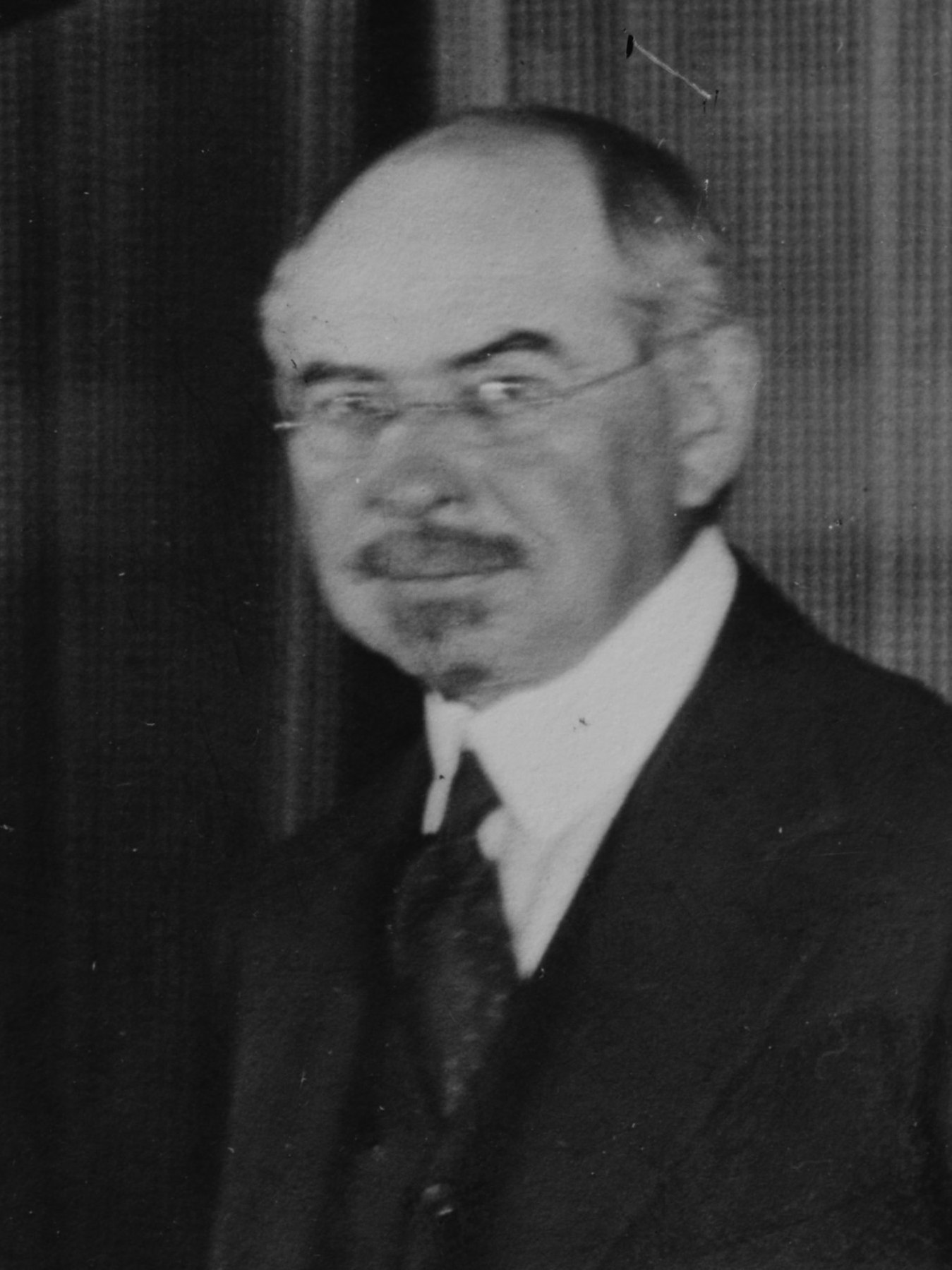
Edwin Rice in 1922

Edwin Wilbur Rice, Jr. (La Crosse, 6 mei 1862 – Schenectady, 25 november 1935) was een Amerikaans elektrotechnicus. Hij wordt beschouwd als een van de drie oprichters van General Electric (naast Elihu Thomson en Charles Coffin).

## Biografie
Edwin junior werd geboren in La Crosse, Wisconsin, als zoon van Edwin Wilbur Rice, een missionaris, en Margaret Eliza Williams. In 1862 verhuisde het gezin Rice naar Philadelphia, waar hij in 1876 als leerling terechtkwam op de Central High School. Hier kwam hij in contact met professor Elihu Thomson. Rice studeerde af in 1880 en in plaats van naar Yale te gaan besloot hij – voor $30 per maand – de assistent te worden van Thomson. Samen met collega-docent Edwin Houston was Thomson kort daarvoor in New Britain het bedrijf American Electric Company begonnen.
In 1883 bleef hij voor Thomson werken toen het bedrijf werd verplaatst van New Britain naar Lynn en onder leiding van Coffin verderging onder de naam Thomson-Houston Electric Company. Rice werd belast met de taak om Thomsons uitvindingen om te zetten in produceerbare producten. In 1885 werd hij hoofd productie als opvolger van John Meech die naar Europa vertrok om daar de Thomson-Houston International Company te leiden.
Samen met Rice groeide de fabriek uit van bijna niets tot een mondiale onderneming met 4000 werknemers en een omzet van 10 miljoen dollar in 1892. In datzelfde jaar fuseerde het bedrijf met de Edison General Electric Company tot General Electric (GE), waarbij Rice de functie kreeg van technisch directeur. In 1896 werd hij benoemd tot vicepresident van de gehele fabricage en technische afdeling en zelfs senior vicepresident.
In 1913 werd hij gekozen tot president van de General Electric Company als opvolger van Coffin, die zelf toetrad tot de raad van commissarissen van GE. Nadat Rice in 1922 met pensioen ging werd hij benoemd tot erevoorzitter van de raad.
In 1884 trad Rice in het huwelijk met Helen K. Doen, met wie hij drie kinderen kreeg. Na Helens overlijden hertrouwde hij in 1897 met haar zuster, Alice M. Doen. Rice overleed thuis in Schenectady op 73-jarige leeftijd.

## Erkenning
Rice was lid van diverse wetenschappelijk sociëteiten, zoals de Society of Illuminating Engineers en de Britse Institution of Civil Engineers (ICE) en Institution of Electrical Engineers (IEE). Naast enkele eredoctoraten (onder ander van Harvard en Union University) werd hij na de Parijse Expositie van 1900 benoemd tot Ridder in het Franse Legioen van Eer en in 1917 door de keizer van Japan gedecoreerd met de Orde van de Rijzende Zon; derde klasse.
In 1917 werd Rice gekozen als voorzitter van de American Institute of Electrical Engineers (IAEE, nu IEEE). In 1931 werd hij door deze ingenieursvereniging onderscheiden met de IEEE Edison Medal: "Voor zijn bijdragen in de ontwikkeling van elektrische systemen en zijn aanmoediging voor wetenschappelijk onderzoek in de industrie."